# カシオペヤ座デルタ星
カシオペヤ座δ星は、カシオペヤ座の恒星で3等星。

## 特徴
アルゴルと同じく食変光星で、1.26年の周期で変光する。誕生からおよそ6億年が経過しており、あと1000万年程度で巨星化するものと考えられている。

## 名称
学名はδ Cassiopeiae（略称はδ Cas）。固有名ルクバー (Ruchbah) は、アラビア語の名詞 ركبة（rukbah ないしは rukba, ルクバ, 「膝（ひざ）」の意）が由来で、この星の古くからのアラビア語名
ركبة ذات الكرسي
Rukbat Dhāt al-Kursī, ルクバト・ザート・アル＝クルスィー
実際のアラビア語発音：rukbatu dhāti-l-kursī（ルクバトゥ・ザーティ・ル＝クルスィー）
意味： 「椅子に座った婦人のひざ」（直訳は「椅子を持つ女性のひざ」「椅子の女性のひざ」）
にちなむ。
いて座α星の固有名ルクバト（Rukbat）も同じく ركبة（rukbah ないしは rukba, ルクバ, 「膝（ひざ）」の意）に由来している。
2016年8月21日、国際天文学連合の恒星の命名に関するワーキンググループ (Working Group on Star Names, WGSN) は、Ruchbah をカシオペヤ座δ星の固有名として正式に承認した。